# بخش اولون
بخش اولون (به فرانسوی: Arrondissement d'Avallon) یک بخش در فرانسه است که در یون واقع شده‌است.